# Little Nicky – Satan Junior
Little Nicky – Satan Junior (Originaltitel Little Nicky) ist eine Filmkomödie geschrieben, produziert und in der Hauptrolle gespielt von Adam Sandler.

## Handlung
10'000 Jahre hat der Teufel im Hades regiert und soll nach alter Tradition nun seinen Nachfolger bestimmen. Da er der Meinung ist das keiner seiner drei Söhne für den Thron geeignet ist, gibt er bekannt, selbst nochmals 10'000 Jahre lang zu regieren. Adrian und Cassius, zwei der drei Brüder, sind daraufhin wütend und verlassen die Hölle durch das Höllentor um auf der Erde die Weltherrschaft zu übernehmen und ihrem Vater Konkurrenz zu machen. Daraufhin friert das Höllentor ein und der Teufel selbst beginnt zu zerfallen.
Nur Little Nicky, der dritte Sohn des Teufels und eines Engels, ist noch in der Lage seine Brüder aufzuhalten und den Teufel zu retten. Der sanftmütige Nicky muss die beiden Teufelssöhne dazu bringen, aus einer magischen Flasche zu trinken, in die diese dann gesaugt werden.
Als Little Nicky in New York eintrifft, sind Adrian und Cassius schon mittendrin, die ganze Stadt zur Sünde zu verführen. Mit Hilfe der sprechenden Bulldogge Mr. Beefy versucht Nicky, das Schlimmste zu verhindern. Richtig kompliziert wird die Sache, als er sich in die Studentin Valerie verliebt.
Seinen Bruder Cassius findet Nicky bei einem Spiel der Harlem Globetrotters, wo dieser dabei ist, als Schiedsrichter das Publikum aufzuhetzen. Die Brüder liefern sich ein Basketballmatch, bei dem Nicky überzeugt. Er behauptet daraufhin, in der magischen Flasche befände sich ein Teufelstrank, der ihn stärker mache. Als Cassius daraus trinkt, wird er in die Flasche gesaugt.
Adrian übernimmt danach den Körper des Polizeichefs und verbreitet, dass Nicky ein Serienmörder sei, woraufhin dieser von der halben Bevölkerung New Yorks gejagt wird. Mit einem Trick lockt Nicky Adrian in die U-Bahn, doch Adrian durchschaut die List und bedroht Valeries Leben. Als sich Nicky opfert, um Valerie zu retten und seinen Bruder in die Hölle zu ziehen, landet er nach seinem Tod nicht wieder in der Hölle, sondern im Himmel. Dort trifft er auf den Engel Holly, seine Mutter. Holly macht Nicky klar, dass er zur Hälfte gut ist und nicht die Kraft des Bösen, sondern die Macht des Guten gegen Adrian einsetzen soll. Zudem gibt sie ihm eine Kugel mit, die sie von Gott erhalten hat.
Mittlerweile hat Adrian den Thron seines Vaters, dessen Zerfall weit fortgeschritten ist, übernommen und begibt sich mit seinem Gefolge auf die Erde. Adrian und Nicky beginnen einen Kampf, bei dem Adrian die Kraft des Bösen und Nicky die Macht des Guten einsetzt. Mal hat der eine Bruder die Oberhand, dann der andere. Als sich Adrian in eine Fledermaus verwandelt, setzt Nicky die Kugel von Gott ein, woraufhin Ozzy Osbourne erscheint, der Fledermaus den Kopf abbeißt und diesen in die magische Flasche spuckt. Nicky kehrt danach mit der Flasche in die Hölle zurück. Um wieder böse genug zu sein, hetzt er tausende von Bienen auf den Schauspieler Henry Winkler und rettet damit seinen Vater.
Auf den Rat seines Vaters hin kehrt Nicky schließlich auf die Erde zurück, heiratet Valerie und bekommt einen Sohn.

## Kritiken
Von der nordamerikanischen Filmkritik wurde der Film mit weit überwiegender Ablehnung aufgenommen, was bei Rotten Tomatoes zu einer Bewertung von nur 21 % führt.
Im deutschsprachigen Raum wurde die Darstellung von Adam Sandler unter anderem als „großartig“ gelobt, aber auch stark kritisiert wie von Gernot Gricksch in der Zeitschrift TV Today 5/2001 als eine „Unterbietung von sich selbst“. Die Zeitschrift TV Spielfilm 5/2001 bezeichnete den Film als „teuflisch platt“, film-dienst 4/2001 als „amüsant“. Björn Ahrens meinte in der Zeitschrift TV Movie 5/2001, Sandler würde im Film durch seine „Minimal-Mimik“ stark „nerven“. Er meinte, gute Darsteller wie Patricia Arquette und Harvey Keitel würden sich in diesem Film „zum Affen machen“.

„Ein amüsantes satirisches Familiendrama vor höllischem Hintergrund, fantasievoll ausgestattet und mit unterhaltsamen Cameo-Auftritten gespickt. Seitenhiebe auf Klerus und Politik bieten dem Hauptdarsteller Gelegenheit, sich betont "unkorrekt" zu geben.“

## Auszeichnungen
Der Film wurde für die Goldene Himbeere in fünf Kategorien nominiert. Ozzy Osbourne wurde für seine Cameo-Rolle für den MTV Movie Award nominiert.

## Sonstiges
Der Film beinhaltet eine Szene, die Bezug nimmt auf Sandlers ersten großen Erfolg Happy Gilmore. Hier trifft Nicky im Himmel auf den in Happy Gilmore verstorbenen Ex-Golfprofi Chubbs Peterson, hier erneut verkörpert von Carl Weathers.
Der Soundtrack des Films beinhaltet einige Klassiker der Rockgeschichte, so sind z. B. Rock You Like a Hurricane von den Scorpions, oder Highway to Hell von AC/DC, sowie When Worlds Collide von Powerman 5000 zu hören. Der Titelsong zum Film ist School of hard Knocks von P.O.D..
In der deutschen Synchronisation übernahm der Komiker Hape Kerkeling die Stimme des Hundes Mr. Beefy.
Kultregisseur Quentin Tarantino hat einen kurzen Gastauftritt als blinder Priester, der auf der Straße das „Böse“ in Nicky erkennt.
Adrian veröffentlicht ein Video, das einen vermeintlichen Amoklauf Nickys zeigt. Dafür verwendete er Szenen aus dem Film Scarface.
Ozzy Osbourne biss während eines Konzerts tatsächlich einer Fledermaus den Kopf ab.